# Сибонеї

Сибонеї населяли регіон Куби на захід від таїно.

Сибонеї (ісп. Ciboney від «печерні жителі» класичною таїно) — народ, що заселяв у доколумбову епоху Великі Антильські острови Карибського моря. 
Жили на захід від таїно і ворогували з ними, але говорили спорідненою мовою.
Раніше історики часто плутали сибонеїв з ґуанахатабе ― племенами крайнього заходу Антильських островів, які відрізнялися від таїно і сибонеїв своєю культурою. Походження останніх не встановлено, хоча можливо, що вони відносилися до хвилі мігрантів з території сучасних Колумбії та Венесуели, які розмовляли аравакськими мовами. Не можна відкидати вплив центральноамериканських культур.

## Історія
На момент іспанської колонізації сибонеї були найбільш густонаселеною групою на Кубі. Вони населяли центральну частину острова, між західною провінцією Пінар-дель-Ріо та східною провінцією Ор'єнте. Бартоломе де лас Касас, який жив серед сибонеїв на початку 16 століття, розповів, що їхній діалект і культура були подібні до лукаянів (одне з племен араваків) сучасних Багамських островів. Таким чином, вчені класифікують сибонеїв як західну групу таїно, асоціюючи їх з народами Багамських островів, Ямайки та найзахіднішої Еспаньйоли, одночасно відрізняючи їх від класичних таїно на сході Куби, більшої частини Еспаньйоли та Пуерто-Рико. Окрім класичних таїно на сході Куби, сибонеї поділяли острів із ґуанахатабеями, архаїчним народом, що населяє західну провінцію Пінар-дель-Ріо. Сибонеї говорили на діалекті мови таїно, умовно відомої як таїно сибонеїв; вони взаємозрозумілі, хоча між ними є відмінні риси.
Сибонеї були панівним населенням Куби приблизно до 1450 року. Лас Касас стверджує, що на відміну від високоорганізованих класичних таїно на сході, у сибонеїв не було інтегрованих вождівств та ширшої політичної структури. У середині 15 століття класичні таїно з Еспаньйоли почали мігрувати на схід Куби. Ці кубинські таїно створили вождівства, зосереджені в провінції Ор'єнте, хоча вони заснували й поселення на заході, наприклад в провінції Гавана. Однак, кубинські таїно так і не створили загальноострівної політичної структури, яка існувала в Еспаньйолі та Пуерто-Рико. Зростання міграції класичних таїно з Еспаньйоли на Кубу було зумовлено бажанням уникнути іспанського вторгнення. Вождь еспаньйольських таїно Атуей втік на Кубу з більшістю свого народу; він залишався там, доки іспанці не захопили його і не стратили Після іспанського завоювання Куби в 1511 році під керівництвом Дієго Веласкеса де Куельяра, населення всіх корінних груп стрімко скорочувалось, доки до кінця століття вони не зникли як окремі групи..

## Плутанина з ґуанахатабеями
У 20 столітті неправильне прочитання історичних записів змусило вчених сплутати сибонеїв як з сусідньою групою, ґуанахатабеями, так і з архаїчним населенням Карибського басейну. Лас Касас згадував і про сибонеїв, і про ґуанахатабеїв, але він розумів, що вони відрізняються: ґуанахатабеї були примітивним суспільством мисливців-збирачів на заході Куби, і вони говорили окремою мовою, відмінною від таїно. Плутанина джерел змусила археологів використовувати термін «сибонеї» для акерамічних археологічних пам'яток, знайдених на різних карибських островах. Оскільки багато з них були знайдені на колишній території ґуанахатабеїв, цей термін став асоціюватися з історичними (не таїно) ґуанахатабеями Вчені визнали помилку у 1980-х роках і відновили назву «сибонеї» для західного народу таїно на Кубі..

## Зовнішні посилання
- Encyclopædia Britannica, vol. 3, p.313: «Ciboney» and p. 773: «Cuba (History)». Chicago, 1989.